# برايان ألفورد
برايان ألفورد (بالإنجليزية: Brian Alford)‏ هو لاعب كرة قدم أمريكية أمريكي، ولد في 7 يونيو 1975 في أوك بارك في الولايات المتحدة.

## وصلات خارجية
- برايان ألفورد على موقع مرجع كرة القدم المحترفة.كوم (الإنجليزية)
- برايان ألفورد على موقع كلية كرة القدم في سبورتس رفرنس.كوم (الإنجليزية)